# Zīr Andūl
Zīr Andūl (persiska: زیر اندول, Zīrāndūl) är en ort i Iran.   Den ligger i provinsen Västazarbaijan, i den nordvästra delen av landet, 500 km väster om huvudstaden Teheran. Zīr Andūl ligger 1 516 meter över havet och antalet invånare är 227.
Terrängen runt Zīr Andūl är huvudsakligen kuperad. Zīr Andūl ligger nere i en dal. Runt Zīr Andūl är det ganska glesbefolkat, med 50 invånare per kvadratkilometer. Närmaste större samhälle är Torjān, 16,8 km öster om Zīr Andūl. Trakten runt Zīr Andūl består i huvudsak av gräsmarker.